# Umm Ataba
Umm Atba (arab. أم عتبة) – wieś w Syrii, w muhafazie Aleppo, w dystrykcie Dżabal Siman. W 2004 roku liczyła 107 mieszkańców.